# 206015 Carlengelbrecht
206015 Carlengelbrecht este o planetă minoră (asteroid), cu un diametru de 3,168 km, din centura de asteroizi. A fost descoperită pe 9 august 2002 la Observatorio de Cerro Tololo⁠(d) de Marc Buie⁠(d). 
Obiectul prezintă o orbită caracterizată de o semiaxă mare de 2,7530375849377 UAi, o excentricitate de 0,09418552381033, o înclinație de 3,6381188809785 ° în raport cu ecliptica.